# هدى الشايجي
هدى عبد المحسن الشايجي، وزيرة الشؤون الاجتماعية والتنمية المجتمعية ووزير دولة لشؤون المرأة والطفولة الكويتية السابقة، وزرت في 5 أكتوبر 2022 حين شكلت حكومة أحمد النواف الثانية، واستقالت في 6 أكتوبر 2022 وذلك قبل أن تؤدي الحكومة اليمين الدستورية، ليعاد تشكيل الحكومة في 16 أكتوبر 2022 من دونها.